# Kvänums landsfiskalsdistrikt
Kvänums landsfiskalsdistrikt var 1952–1964 ett landsfiskalsdistrikt i Skaraborgs län, bildat när Sveriges nya indelning i landsfiskalsdistrikt trädde i kraft den 1 januari 1952 (enligt kungörelsen 1 juni 1951). Distriktet skapades genom sammanslagning av de tidigare landsfiskalsdistrikten Skåning (förutom storkommunen Ardala landskommuns område som uppgick i Skara landsfiskalsdistrikt) och Vilske. Den 1 januari 1965 avskaffades i Sverige samtliga landsfiskaler och landsfiskalsdistrikt, och deras arbetsuppgifter delades upp på de nyskapade indelningarna polisdistrikt, åklagardistrikt och kronofogdedistrikt.
Landsfiskalsdistriktet låg under länsstyrelsen i Skaraborgs län.

## Ingående områden

### Från 1 januari 1952
- Kvänums landskommun
- Saleby landskommun
- Vilske landskommun